# Roodkruinscharrelaar
De roodkruinscharrelaar (Coracias naevius) is een soort scharrelaar die voorkomt in Afrika.

## Kenmerken
De vogel is 35 tot 40 cm lang en weegt 125 tot 200 g. Het is de zwaarste Afrikaanse scharrelaar. De kruin en de nek zijn roze tot roodbruin van kleur, de hele onderkant is roze met witte streepjes, de rug is olijfgroen. Opvallend zijn een brede, witte wenkbrauwstreep en een relatief lange donkere snavel.

## Verspreiding en leefgebied
Er zijn twee ondersoorten:
- C. n. naevius: van Senegal oostwaarts tot Somalië en noordelijk Tanzania.
- C. n. mosambicus: van Angola en zuidelijk Congo tot Namibië en Zuid-Afrika.

Het leefgebied bestaat uit half open savannelandschap met verspreide bomen (acacia's) en rotsig montaan gebied tot hoogstens 1300 m boven de zeespiegel.

## Status
De grootte van de populatie is niet gekwantificeerd. De vogel is algemeen en wijd verspreid en neemt waarschijnlijk in aantal af. Het tempo ligt echter onder de 30% in tien jaar (minder dan 3,5% per jaar). Om deze redenen staat de roodkruinscharrelaar als niet bedreigd op de Rode Lijst van de IUCN.

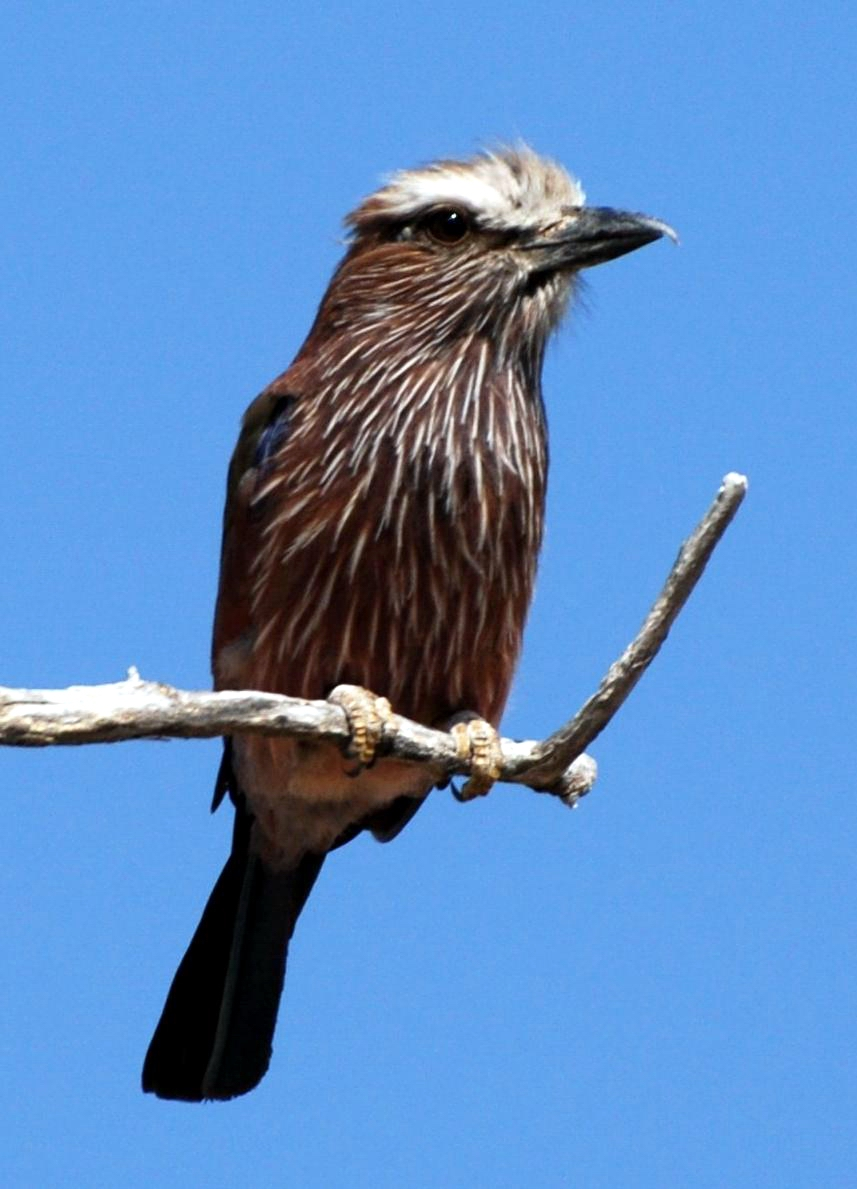
C. n. mosambicus, foto uit Namibië